# 김재희 (1958년)
김재희(본명: 김남화, 1958년 11월 16일 ~ )는 대한민국의 가수이다.

## 주요 이력
1977년 언더그라운드 라이브 클럽에서 포크 록 음악 가수 첫 데뷔하였고 1985년 《김남화 1집》을 발표하였으며 1987년 《김재희 1집》을 발표하였다.

## 학력
- 서울 광성고등학교
- 건국대학교 국어국문학과

## 음반
- 1987년 왕십리
- 1994년 '94 김재희
- 1995년 애증의 강
- 2001년 김재희 BEST
- 2002년 동백꽃 피고지고
- 2008년 김재희 골든 베스트